# Mark D. Kelly

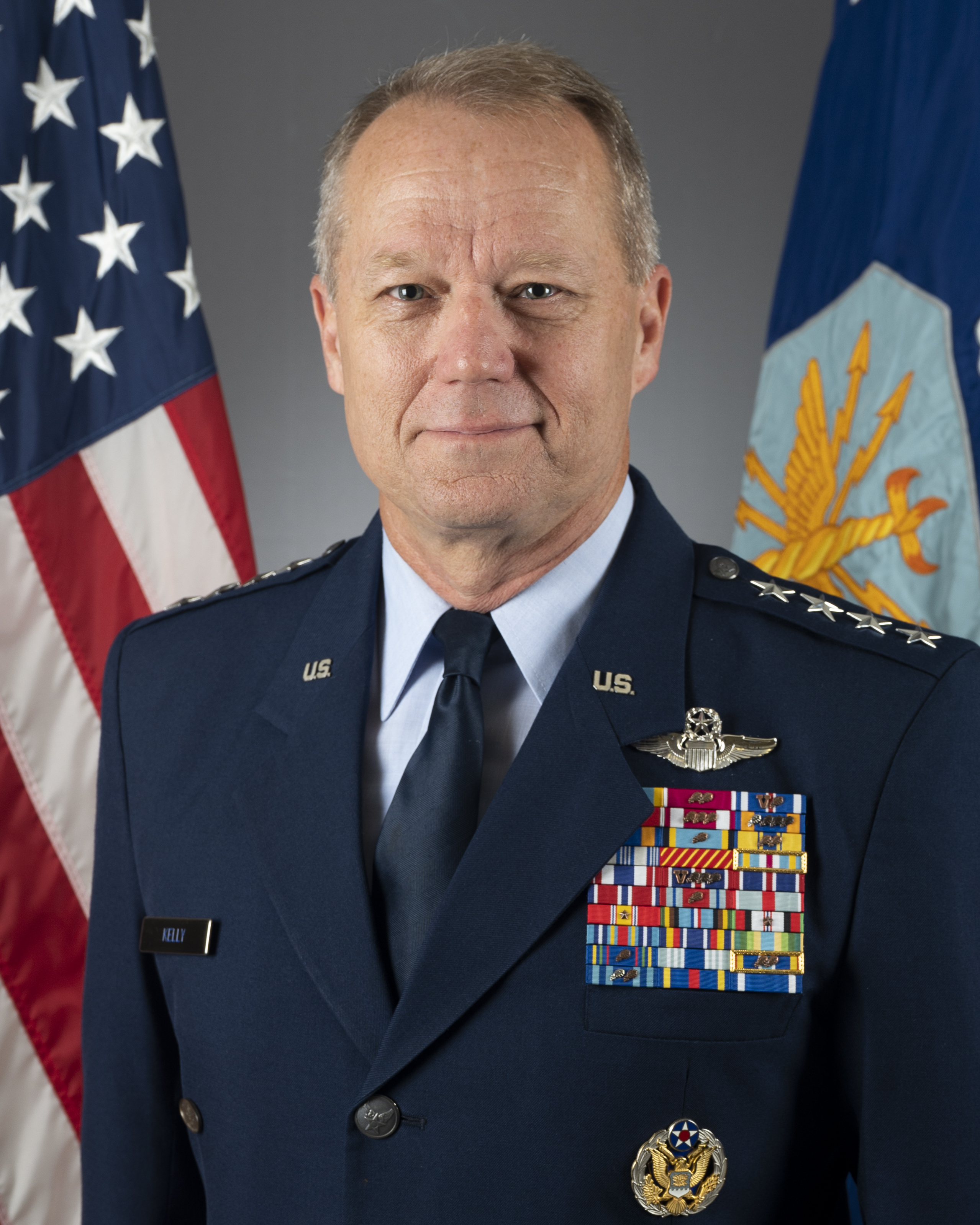
Mark D. Kelly (2020)

Mark Damon Kelly (* um 1962) ist ein pensionierter General der United States Air Force. Er war unter anderem Kommandeur des Air Combat Commands.
Über das ROTC-Programm der Texas State University in San Marcos gelangte Mark Kelly im Jahr 1986 in das Offizierskorps des United States Air Force. Dort durchlief er anschließend alle Offiziersränge vom Leutnant bis zum Vier-Sterne-General.
Im Lauf seiner militärischen Karriere absolvierte er verschiedene Kurse und Schulungen. Dazu gehörten unter anderem eine Ausbildung zum Kampfpiloten und weitere Fortbildungskurse als Pilot neuer Flugzeugtypen; die Squadron Officer School auf der Maxwell Air Force Base in Alabama; die U.S. Air Force Fighter Weapons School auf der Nellis Air Force Base in Nevada; das Air Command and Staff College, das sich ebenfalls auf der Maxwell AFB befindet und das National War College in Fort Lesley J. McNair in Washington, D.C. Außerdem erhielt er einen akademischen Grad von der Harvard Kennedy School.
In seinen frühen Jahren als Offizier der Luftwaffe war er an verschiedenen Stützpunkten in den Vereinigten Staaten stationiert. Dabei war er als Pilot, Flugausbilder oder Stabsoffizier bei unterschiedlichen Einheiten tätig. Dazwischen absolvierte er die erwähnten Schulungen. Vor seiner Beförderung zum Oberst im Jahr 2007 war Mark Kelly zwei Mal außerhalb der Vereinigten Staaten stationiert: zwischen August 1995 und Januar 1998 in England auf der Royal Air Force Base Lakenheath als Ausbildungspilot und Waffenoffizier sowie von Februar 1998 bis zum Juni 2000 auf der RAAF Base Williamtown in Australien als Austauschoffizier bei der Royal Australian Air Force.
Nach dem Ende seines Studiums am National War College wurde Kelly im Juli 2007 zur Mountain Home Air Force Base in Idaho versetzt. Dort war er bis zum September 2008 stellvertretender Kommandeur des 366. Kampfgeschwaders (366th Fighter Wing). Zwischenzeitlich war er auch stellvertretender Kommandeur des 455. Expeditionsgeschwaders (455th Air Expeditionary Wing), mit dem er auf der Bagram Air Base in Afghanistan stationiert war. Es folgte eine Versetzung zur Johnson Air Force Base in North Carolina, wo er zwischen September 2008 und April 2010 das 4. Kampfgeschwader (4th Fighter Wing) kommandierte.
Seine nächsten Aufträge führten ihn nach Hawaii. Dort war er bis zum April 2011 Stabsoffizier beim United States Pacific Command, dessen Hauptquartier in Camp H. M. Smith war. Dann wechselte er auf die Joint Base Pearl Harbor-Hickam, ebenfalls in Hawaii, wo Kelly zwischen April 2011 und Juli 2012 Stabschef bei den Pacific Air Forces war. Es folgte eine Versetzung zur Eielson Air Force Base in Alaska. Dort kommandierte er bis Juni 2014 das 354. Kampfgeschwader (354th Fighter Wing). Daran schloss sich eine erneute Versetzung nach Afghanistan an, wo er auf der Bagram Air Base das Kommando über das 455. Expeditionsgeschwader (455th Air Expeditionary Wing) übernahm, dessen stellvertretender Kommandeur er einige Jahre zuvor gewesen war. Dieses Kommando bekleidete er bis zum Juli 2015.
Nach seiner Rückkehr in die Vereinigten Staaten wurde Mark Kelly zur Shaw Air Force Base in South Carolina versetzt. Dort kommandierte er bis Mai 2016 die 9. Luftflotte (Ninth Air Force). Nach einer kurzen Zeit beim Stab des Air Combat Commands auf der Langley Air Force Base in Virginia wurde Kelly auf die Davis-Monthan Air Force Base in Arizona beordert, wo er am 3. Oktober 2016 das Kommando über die 12. Luftflotte übernahm. Bei dieser Luftflotte handelt es sich um die Luftkomponente des United States Southern Commands. Mark Kelly behielt dieses Kommando bis zum 3. August 2018.
Anschließend wurde Kelly zum Hauptquartier der Air Force versetzt. Dort leitete er zwischen August 2018 und August 2020 dessen Stabsabteilung für Operationen (Deputy Chief of Staff, Operations, Headquarters United States Air Force). Am 28. August 2020 erhielt er auf der Langley Air Force Base als Nachfolger von James M. Holmes das Kommando über das Air Combat Command. Dieses Amt bekleidete er bis zum 29. Februar 2024 als Kenneth S. Wilsbach seine Nachfolge antrat. Anschließend schied er aus dem aktiven Militärdienst aus.
Während seiner aktiven Zeit als Militärpilot absolvierte Mark Kelly über 6000 Flugstunden auf verschiedenen Flugzeugtypen.

## Daten der Beförderungen
| Abzeichen | Rang               | Jahr               |
| --------- | ------------------ | ------------------ |
|           | Second Lieutenant  | 12. Februar 1986   |
|           | First Lieutenant   | 12. Februar 1988   |
|           | Captain            | 12. Februar 1990   |
|           | Major              | 17. November 1997  |
|           | Lieutenant Colonel | 10. Mai 2002       |
|           | Colonel            | 1. Januar 2007     |
|           | Brigadier General  | 14. September 2012 |
|           | Major General      | 2. September 2015  |
|           | Lieutenant General | 3. Oktober 2016    |
|           | General            | 28. August 2020    |

## Orden und Auszeichnungen
Mark Kelly erhielt im Lauf seiner militärischen Laufbahn unter anderem folgende Auszeichnungen:
- Air Force Distinguished Service Medal
- Defense Superior Service Medal
- Legion of Merit
- Bronze Star Medal
- Distinguished Flying Cross
- Air Medal
- Meritorious Service Medal
- Aerial Achievement Medal
- Air Force Commendation Medal
- Air Force Achievement Medal
- Combat Action Medal
- Joint Meritorious Unit Award
- Air Force Meritorious Unit Award
- Air Force Outstanding Unit Award
- Air Force Organizational Excellence Award
- Combat Readiness Medal
- National Defense Service Medal
- Armed Forces Expeditionary Medal
- Afghanistan Campaign Medal
- Global War on Terrorism Expeditionary Medal
- Global War on Terrorism Service Medal
- Armed Forces Service Medal
- Nuclear Deterrence Operations Service Medal
- Air Force Longevity Service Award
- Royal Australian Air Force Chief of Staff Gold Medal (Australien)
- NATO-Medaille